# Heartbreak Hotel (2006)
För andra betydelser, se Heartbreak Hotel.
Heartbreak Hotel är en svensk dramakomedi från 2006, skriven och regisserad av Colin Nutley.

## Handling
Två kvinnor möts av rena slumpen tre gånger på kort tid. Gudrun (Maria Lundqvist) är änka, Elisabeth (Helena Bergström) nyskild. Gudrun jobbar som parkeringsvakt och det är det som gör att de träffas från första början. Tillsammans börjar de gå till dansklubben Heartbreak Hotel, där de stöter på både intressanta män och kvinnor. Där börjar också den sköra vänskapen som de nog båda har önskat finna länge. Frågan är bara hur länge den håller och hur starka band man verkligen kan knyta till en människa man nyss träffat. 

## Om filmen
Heartbreak Hotel har visats i SVT, bland annat i mars 2025.

## Rollista
- Helena Bergström – Elisabeth Staf
- Maria Lundqvist – Gudrun Nyman
- Claes Månsson – Åke Nyman
- Johan Rabaeus – Henrik Ek
- Jill Johnson – sig själv
- Erica Braun – Liselotte
- Marie Robertson – Moa
- Christoffer Svensson – Mattias Ek
- Niki Gunke Stangertz – Anna
- Jan Waldekranz – Annas far
- Vas Blackwood – taxichaufför

## Utmärkelser
- Silverdelfinen, för bästa kvinnliga huvudroll till Helena Bergström och Maria Lundqvist, vid Festróia – Tróia International Film Festival, Portugal, 2007.
- Publikpriset, Hamburg Filmfestival, Tyskland, 2006.